# Палац каталонської музики
Пала́ц катало́нської му́зики (кат. Palau de la Música Catalana) — будівля з концертним залом, один з найважливіших пам'ятників каталонського модерну.

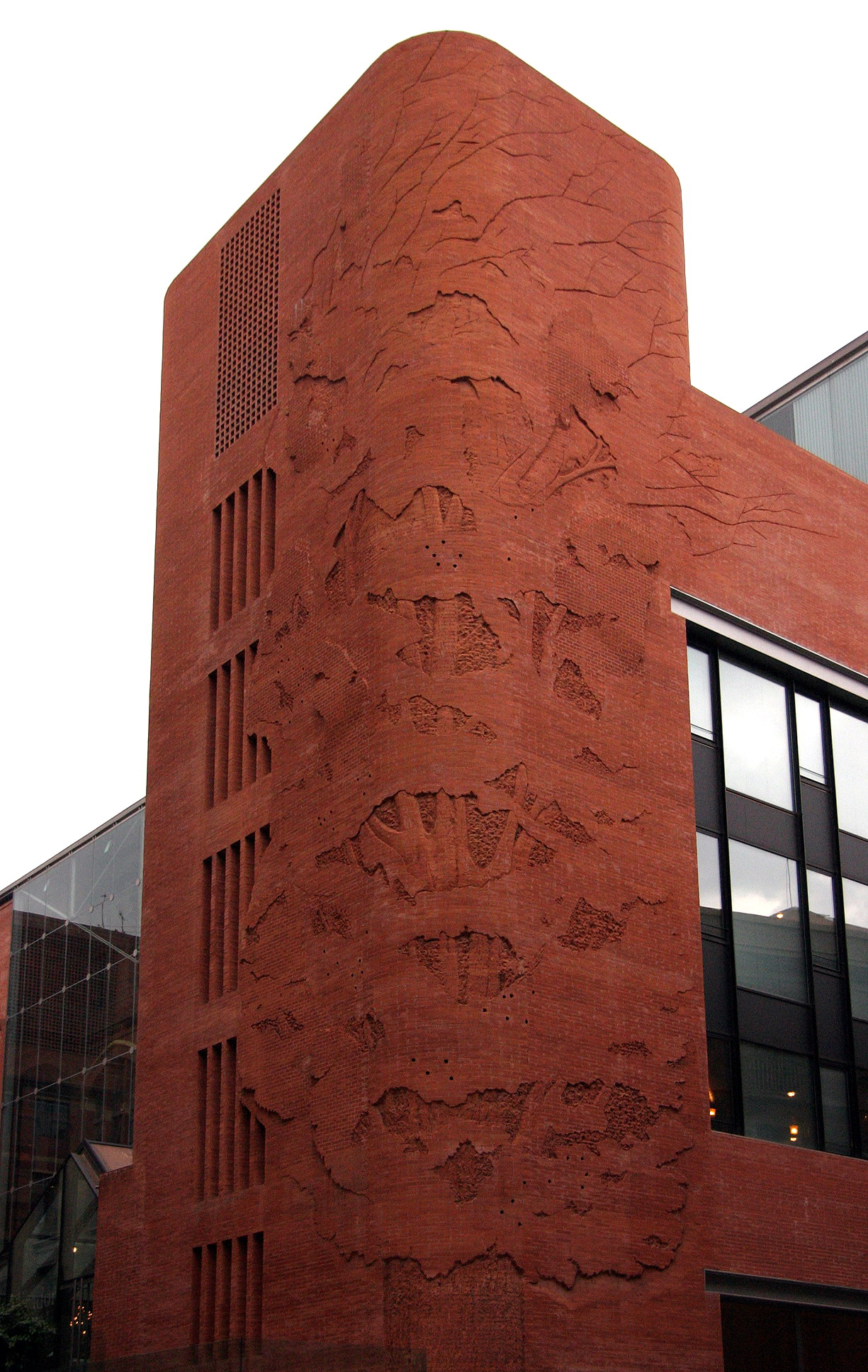
Палац каталонської музики. Новий фасад

## Історія
Побудований у 1905—1908 за проєктом Луїса Доменек-і-Монтанера, концертний зал розміщений у районі Святого Петра Барселони.
Це один з найбільших концертних залів Барселони, основне місце проведення концертів. Близько півмільйона людей за рік відвідують музичні вистави, концерти симфонічної та камерної музики, джазу та каталонської пісні. Він є єдиним концертним залом у Європі з природним освітленням.
У 1997 занесений до списку Світової спадщини ЮНЕСКО разом з лікарнею Святого Павла (кат. Hospital de la Santa Creu i Sant Pau).

## Коротка історія
Будівля була споруджена для виступів барселонського хору — «Каталонський Орфей», заснованого у 1891 році хоровим товариством, яке було провідною силою в каталонському культурному русі.
При будівництві були застосовані певні новації — використання нових шаруватих профілів, для стабілізації центральної металевої структури її укріплювали контрфорсами і готичними арками. У оздобленні застосовувалися різні художні засоби: скульптура, мозаїка, вітражі та вироби із кованого заліза. Проєкт фінансувався насамперед громадкістю, проте важливі грошові внески надходили і від багатих промисловців, а також від буржуазії. Палац був відкритий 9 лютого 1908. Закінчений палац отримав нагороду від Міської Ради Барселони як найкраща будівля року і дуже швидко став символом Барселони, її народу і всієї Каталонії.

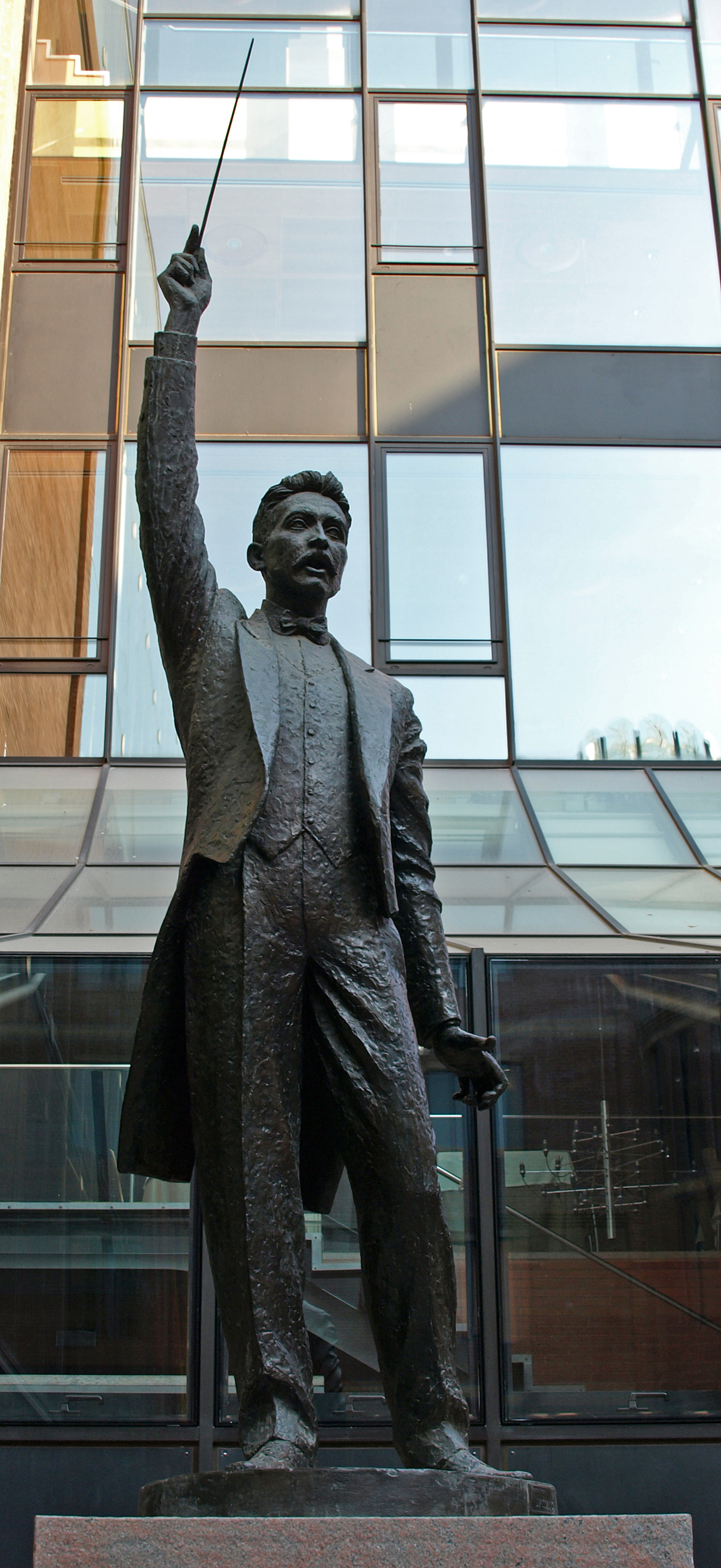
Скульптура
Луїса Мілле. 2008

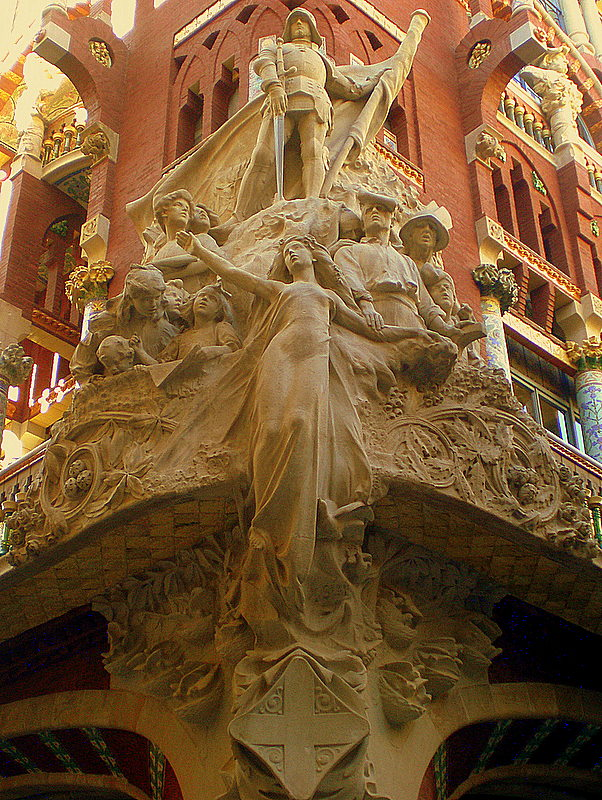
Скульптурна група «Каталонська народна пісня» роботи Miquel Blay i Fàbregas над входом до Палацу каталонської музики

У 1982—1989 концертний зал піддався великій реставрації, ремонту і розширенню. Будівля була призначена для поширення і популяризації каталонської музики. Однак сьогодні у палаці відбуваються музичні спектаклі, концерти симфонічної та камерної музики, джазу та каталонської пісні. Сьогодні його за рік відвідують понад півмільйона людей.
У 2002 заклад отримав Золоту медаль за заслуги в образотворчому мистецтві (Medalla de Oro al mérito en las Bellas Artes) від Міністерства освіти, культури та спорту (Ministerio de Educación, Cultura y Deporte) Іспанії.
У будівлв є також «Зал Луїса Мілле» (Lluís Millet), зал «XXI століття» (Segle XXI) та зал для концертів камерної музики на 538 місць, що був прибудований до основної будівлі у 2004 році. Оформлення цього залу є значно скромнішим, основна увага була сконцентрована на його акустичних характеристиках. На його стіні є зображення дерева, що створює враження ніби воно було витиснене на цегляній кладці.
Кожного року 26 грудня, у День святого Стефана, в Палаці каталонської музики відбувається традиційний святковий концерт хорового колективу «Каталонський Орфей».
У 2015 виповнилося 25 років існування камерного хору Палацу каталонської музики. На святковому концерті виконувалася ораторія Генделя «Ізраїль в Єгипті».

## Архітектура
Палац розміщений на тісній вулиці Каррер-де-Сант-Францезе-де-Паула в старому районі Ла-Рібера, на місці старого монастиря, поруч з Готичним кварталом. Це досить масивна будівля, і навіть дивно, як архітектор зміг вписати його в вузенькі вулички Барселони. Своїм виглядом він оживляє сумовиті і нудні будівлі, розміщені поряд. Споруда з червоної цегли гармонійно поєднує в собі арабські та іспанські мотиви в архітектурі.

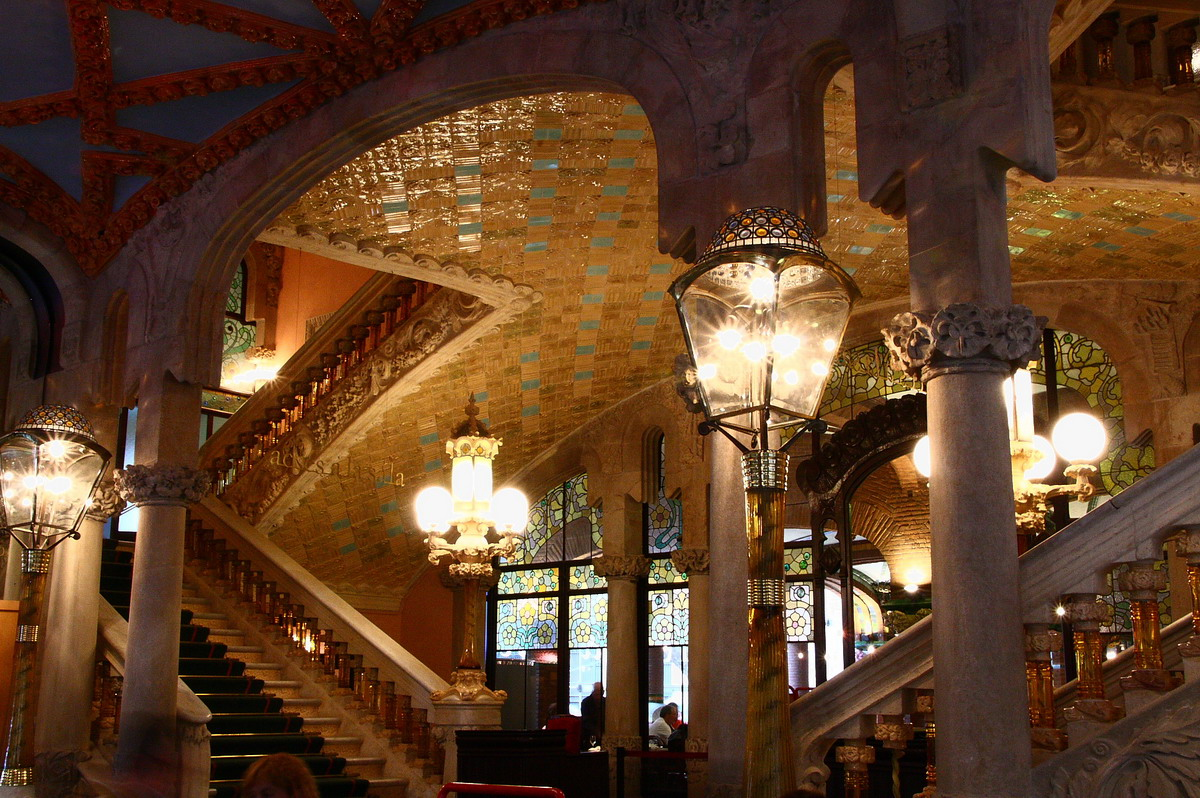
Палац каталонської музики. Сходи головного входу

Проєкт палацу типовий для каталонського модерну в тому, що в ньому криві лінії переважають над прямими, динамічні форми переважають статичні, широко використовується багатий декор у вигляді квіткових та інших органічних мотивів. Однак, на відміну від багатьох інших будівель, побудованих у стилі сецесії, потрібно сказати, що проєкт палацу надзвичайно раціональний. У ньому приділено велику увагу функціональності та використанню найсучасніших матеріалів і технологій, доступних на початку минулого сторіччя. Архітектор дав велику творчу свободу безлічі місцевих ремісників і майстрів для того, щоб вони явили світові казкові орнаменти, скульптури, декоративні та структурні елементи, якими так славиться палац музики.

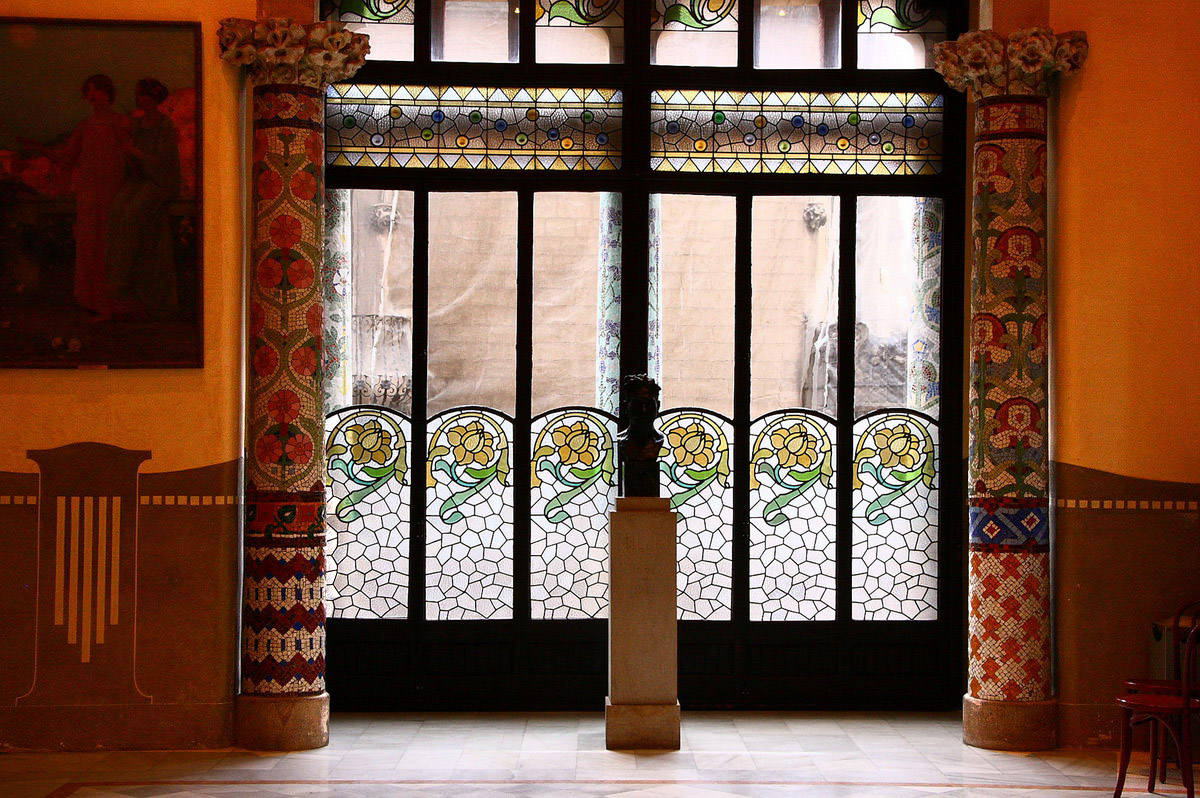
Палац каталонської музики. Вікно в залі Луїса Мілле

Домінуючою нотою ансамблю є шедевр каталонського пластичного реалізму — кутова скульптурна композиція бельетажу «Каталонська народна пісня» Мігеля Блая з центральною фігурою дівчини, що символізує Музику. Скульптурна група нагадує оздоблення носа вітрильника, що стрімко розсікає хвилі музичного моря. Композиція увінчана скульптурою готового до бою св. Юрія Змієборця в повному бойовому обладунку.

### Інтер'єр
Внутрішній простір будівлі прикрашений мармуровими колонами, гранітними підлогами, широкими сходами, вітражами та пишною декоративною оздобою. Стеля вестибюля прикрашена глазурованими керамічними молдингами у формі зірок. З вестибюля по великих мармурових сходах, ліворуч і праворуч від яких знаходяться ліхтарі на колонках, відвідувачі підіймаються на другий поверх. Балюстради сходів підтримуються незвичайними прозорими жовтими скляними поручнями.
«Зал Луїса Мілле», розміщений на другому поверсі палацу, названий на честь одного із засновників «Каталонського хору» (Orfeó Català). Це популярне місце зустрічей любителів симфонічної музики. Він прикрашений мозаїкою, колонадою і бронзовими бюстами музикантів, які працювали в палаці.

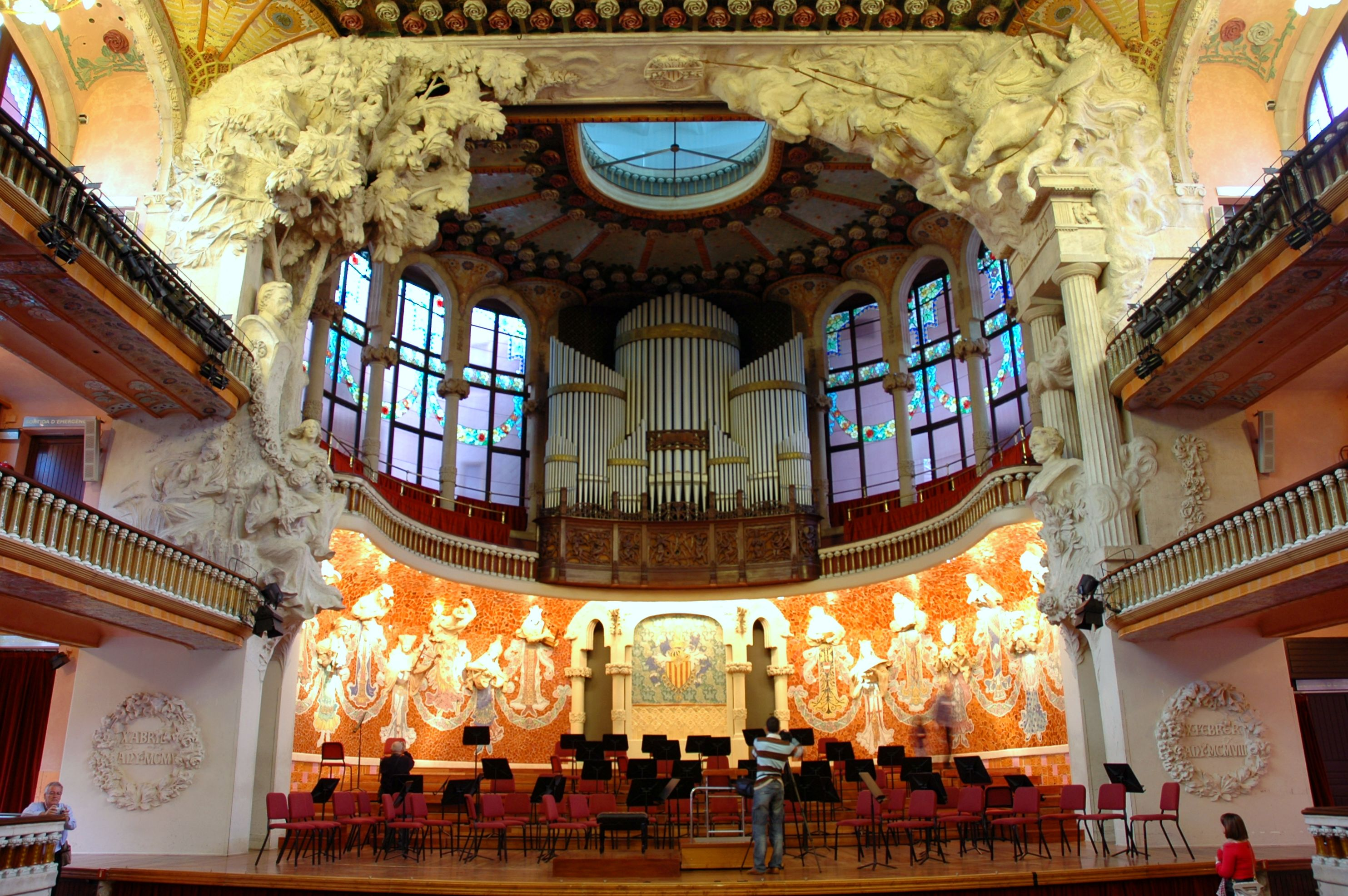
Палац каталонської музики. Сцена

### Сцена

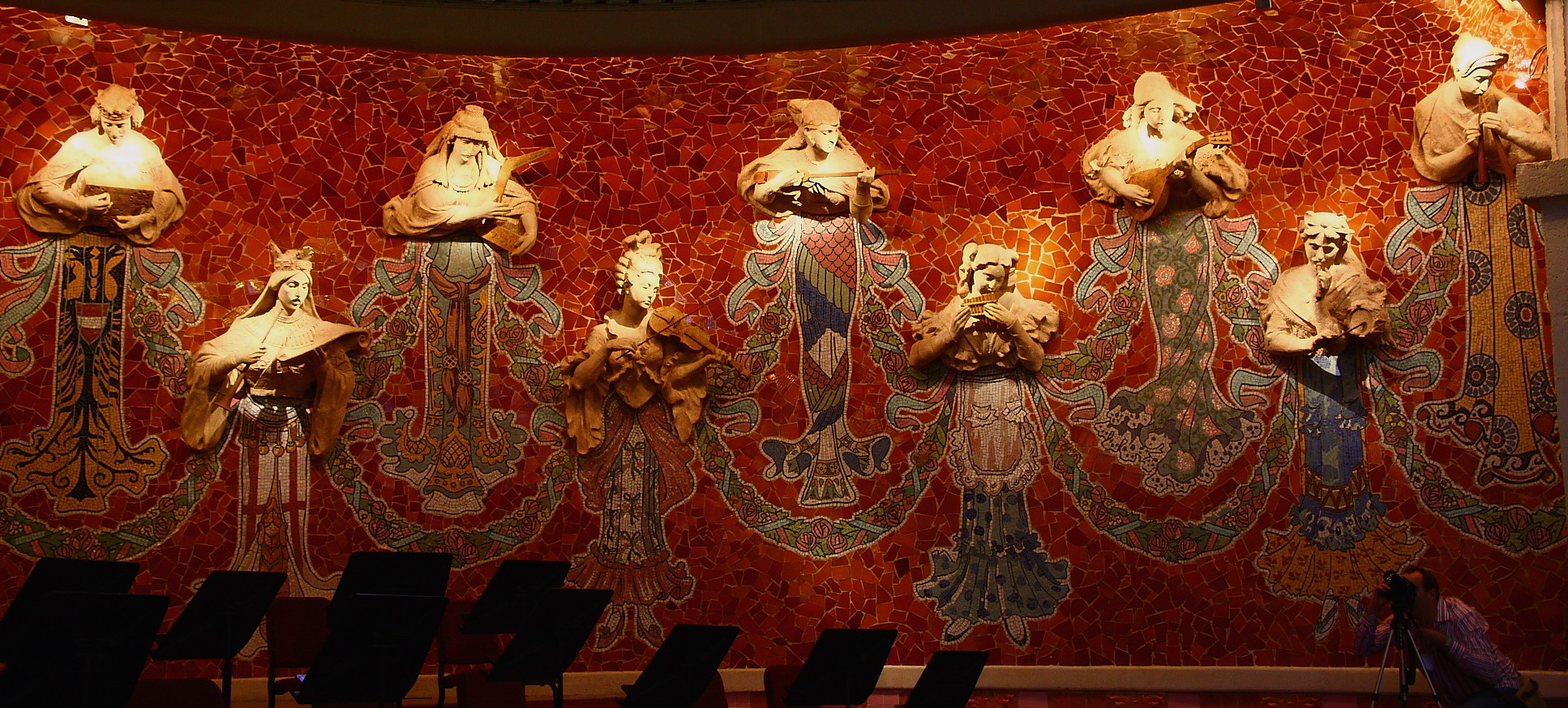
Палац каталонської музики. Половина стіни сцени

Сцена має одинадцять метрів ширини. Над її входом скульптурні групи, створені Diego Massana Majò і Pau Gargallo. Справа — бюст Вагнера в супроводі двох доричних колон, над якими скульптурна композиція «Політ Валькірій». Це данина музиці Вагнера, яка була популярною у Барселоні на початку XX століття. Зліва, під великим деревом, бюст засновника хорового руху — Ансельмо Клавé (Josep Anselm Clavé) з групою співаків.
Сцена обмежена півкруглою стіною, на якій є вісімнадцять модерністських муз. Музи одягнені у національний одяг, в руках у них різні інструменти. Їхні торси і голови, вирізьблені як скульптури, в той час як нижні частини тіл — кольорові мозаїки. Це створює враження ніби вони танцюючи виходять зі стіни. Усі музи грають на різних музичних інструментах. Тло стіни сцени зроблене з червоної плитки.

### Орган
Встановлений над сценою орган придбали в 1908 році у фірми, яку заснував Ебергард Фрідріх Валькер (Eberhard Frederich Walcker, 1794—1872) з німецького міста Людвігсбург. Перший концерт на ньому дав органіст з собору в Дрездені — Альфред Зітард і це було вперше, коли барселонці почули орган поза стінами церкви. У 2003 році орган був підданий реставрації.

### Концертний зал

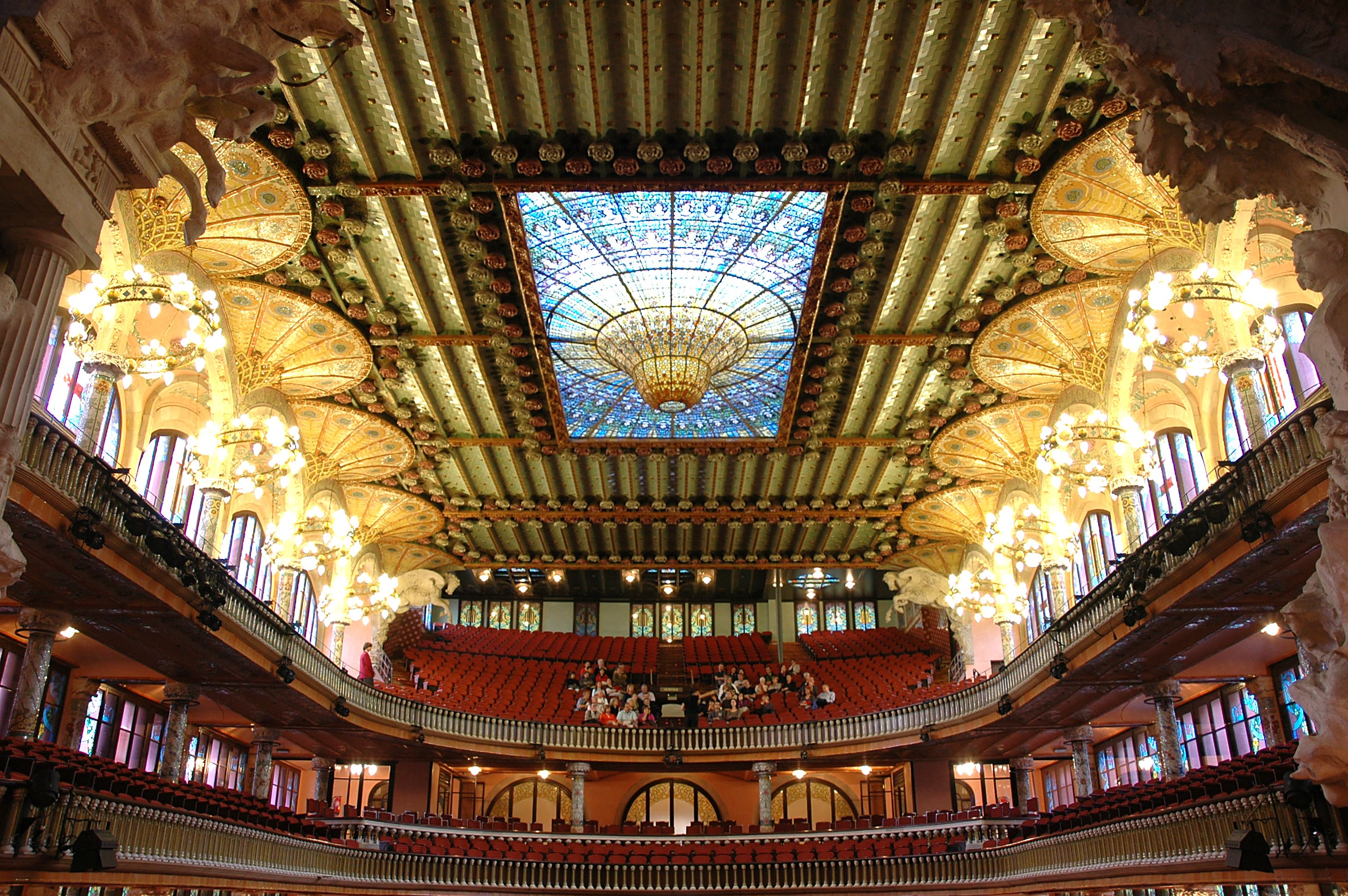
Палац каталонської музики. Концертний зал

Концертний зал палацу, без перебільшення, є одним з найкрасивіших у світі. Вміщує 2049 глядачів, це єдина аудиторія в Європі, яка протягом світлового дня повністю освітлена природним світлом. Концертний зал не можна перетворити на театр, оскільки масивні скульптури на сцені роблять неможливим використання декорацій. Вигляд залу неможливо точно описати. Його стіни з двох сторін складаються з набору барвистих вітражів, встановлених у чудові арки. У центрі стелі залу знаходиться величезна скляна люстра, виконана у поліхромній палітрі. Від центральної «краплі-сонця» на блакитному «небі» розходяться промені з головами хору дівчат — «співаючих ангелів». Рослинний декор колон створює враження дерев райського саду.
Зал має чудову акустику.

## Сценічна історія

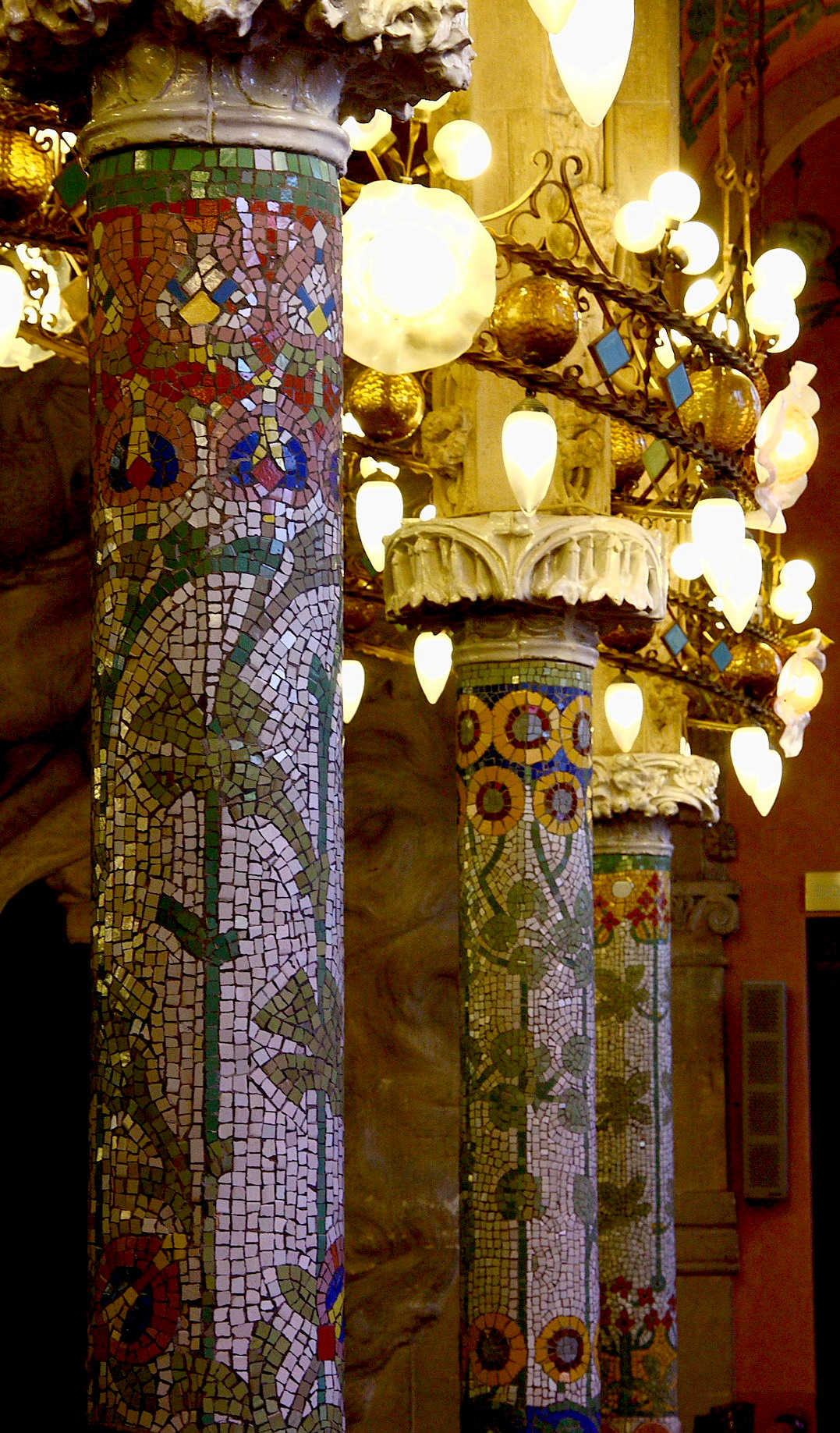
Колони другого поверху.
Мозаїка Lluís Bru

Багато видатних інструменталістів та співаків ХХ століття виступали на сцені Палацу каталонської музики, серед них, скрипалі: Жак Тібо, Ежен Ізаї, Фріц Крейслер, Ієгуді Менухін; віолончелісти: Пабло Касальс, Мстислав Ростропович; піаністи: Альфред Корто, Ванда Ландовська, Енріке Гранадос, Артур Рубінштейн, Клаудіо Аррау, Алісія де Ларроча, Святослав Ріхтер, Володимир Ашкеназі, Мауріціо Полліні, Марія Піреш, Альфред Брендель, Вільгельм Кемпф, Даніель Баренбойм; вокалісти: Вікторія де лос Анхелес, Монсеррат Кабальє, Хосе Каррерас, Елізабет Шварцкопф, Барбара Гендрікс, Джессі Норман; флейтист Жан-П'єр Рампаль.
Уже в перший рік після відкриття великі оркестри і диригенти відвідали зал палацу: Берлінський філармонічний оркестр з Ріхардом Штраусом, Гербертом фон Караяном, Клаудіо Аббадо та Марісом Янсонсом; Віденський філармонічний оркестр з Карлом Шуріхтом, Карлом Бемом, Зубіном Мета і Леонардом Бернстайном; Оркестр Консертгебау з Ойгеном Йохумом, Дораті Анталом та Марісом Янсонсом; Нью-Йоркський філармонічний оркестр з Куртом Мазуром; та інші.
На сцені співали хори: Cappella musicale pontificia sistina (Ватикан), Orfeón Donostiarra (Іспанія), Escolania de Montserrat з Монсерратського монастиря, Віденський хор хлопчиків та інші.
Академічний симфонічний оркестр Львівської філармонії разом з Класичним академічним хором Барселони, диригент Мелані Местре, виконали Мелодію українського композитора Мирослава Скорика на сцені Палацу каталонської музики.